# Ctenomys eileenae
Ctenomys eileenae — вид гризунів з родини тукотукових (Ctenomyidae). Це ендемік центрально-західної частини Аргентини, де він живе на висотах понад 3500 м над рівнем моря на заході провінції Ла-Ріоха та північній частині провінції Сан-Хуан. Його природним середовищем існування є гірські чагарники, кущові місцевості та луки. Це великий туко-туко, загальною довжиною 244—289 мм, включаючи хвіст 66–100 мм, і вагою 100—326 г. Названий на честь американського біолога Ейлін Лейсі, яка на момент опису виду очолювала Міжнародну федерацію теріологів.